# Джована Дандоло
Джована Дандоло (на италиански: Giovanna Dandolo) е догареса на Венецианската република чрез брака си с шестдесет и шестия дож Паскуале Малипиеро от 1457 до 1462 г.
Родена около 1400 г., тя е дъщеря на Антонио Дандоло от патрицианската фамилия Дандоло и се омъжва за Паскуале Малипиеро през 1414 г. Имат четири деца – Лоренцо, Антонио, Мадалена и Поло.
Тази енергична и ерудирана жена подкрепя първите печатници на книги и осигурява финансова помощ за писатели и хора на изкуството затова и доста от излезлите от печат по това време (1469 г.) първи книги са посветени на нея. Става известна и като „кралицата на дантелата“ заради подкрепата си за производството на дантели.